# Obradovci
Obradovci falu Horvátországban Verőce-Drávamente megyében. Közigazgatásilag Izdenchez tartozik.

## Fekvése
Verőcétől légvonalban 49, közúton 62 km-re délkeletre, a magyar határtól 19 km-re délre, községközpontjától 4 km-re északra, Szlavónia középső részén, a Drávamenti-síkságon, Donje Predrijevo és Slavonske Bare között, a Rašćanača-patak mentén fekszik.

## Története
A település feltehetően a 16. században török uralom idején keletkezett Boszniából érkezett katolikus vallású sokácok betelepítésével, akik a környező földeket művelték meg. 1564-ben „Obradowcze” néven a raholcai uradalomhoz tartozó települések között említik. Szlavónia területével együtt az 1683 és 1699 közötti háború során szabadult fel a török uralom alól. 1702-ben „Obradovcze, Obradovczy” változatokban szerepel. 1722-ben III. Károly király a raholcai uradalommal együtt gróf Cordua d' Alagon Gáspár császári tábornoknak adományozta. 1730-ban Pejácsevich Antal, Miklós és Márk vásárolták meg tőle, majd 1742-ben a raholcai uradalommal együtt a Mihalovics családnak adták el.
Az első katonai felmérés térképén „Dorf Obradovcze” néven találjuk. Lipszky János 1808-ban Budán kiadott repertóriumában „Obradovcze” néven szerepel. Nagy Lajos 1829-ben kiadott művében „Obradocze” néven 8 házzal, 54 ortodox vallású lakossal találjuk. 1857-ben 113, 1910-ben 167 lakosa volt. 1910-ben a népszámlálás adatai szerint lakosságának 84%-a szerb, 10%-a horvát, 3%-a magyar, 2%-a német anyanyelvű volt. Verőce vármegye Nekcsei járásának része volt. Az első világháború után 1918-ban az új szerb-horvát-szlovén állam, majd később (1929-ben) Jugoszlávia része lett. 1991-ben lakosságának 85%-a szerb, 6%-a horvát nemzetiségű volt. 2011-ben 56 lakosa volt.

## Lakossága
| Lakosság változása | Lakosság változása | Lakosság változása | Lakosság változása | Lakosság változása | Lakosság változása | Lakosság változása | Lakosság változása | Lakosság változása | Lakosság változása | Lakosság változása | Lakosság változása | Lakosság változása | Lakosság változása | Lakosság változása | Lakosság változása |
| ------------------ | ------------------ | ------------------ | ------------------ | ------------------ | ------------------ | ------------------ | ------------------ | ------------------ | ------------------ | ------------------ | ------------------ | ------------------ | ------------------ | ------------------ | ------------------ |
| 1857               | 1869               | 1880               | 1890               | 1900               | 1910               | 1921               | 1931               | 1948               | 1953               | 1961               | 1971               | 1981               | 1991               | 2001               | 2011               |
| 113                | 126                | 105                | 109                | 130                | 167                | 172                | 146                | 172                | 167                | 160                | 132                | 132                | 103                | 54                 | 56                 |

## Nevezetességei
Szent Petka tiszteletére szentelt pravoszláv parochiális temploma 1744-ben épült. 1823-ban és 1881-ben megújították. Ikonosztáza 1763-ban készült. A második világháború során a faluba bevonuló usztasák súlyosan megrongálták. Ikonosztáza, liturgikus tárgyai, egyházi könyvei, levéltára megsemmisültek. 1984-ben megújították. A délszláv háború során 1991. november 27-én aknatalálat érte és súlyosan megrongálódott. Ma tető nélkül, romos állapotban állnak csupasz falai. A parókiához Slavonske Bare, Kutovi, Donje Predrijevo, Milanovac, Izdenc és Breštanovci pravoszláv hívei tartoznak.